# Moshupa
Moshupa – miasto w Botswanie, w dystrykcie Southern. W 2011 roku liczyło 19 780 mieszkańców.